# Hybodontidae
Famille
Les Hybodontidae constituent une famille éteinte de requins qui a vécu du Mississippien au Miocène.

## Liste des genres
Selon BioLib (25 juillet 2019) :
- genre Dicrenodus Romanowski, 1853 †
- genre Egertonodus Maisey, 1987 †
- genre Hybodus Agassiz, 1837 †
- genre Miosynechodus Deraniyagala, 1969 †
- genre Priohybodus d'Erasmo, 1960 †
- genre Reticulodus Murry & Kirby, 2002 †
- genre Sphenonchus Agassiz, 1841 †